# Megalobrimus
Megalobrimus is een kevergeslacht uit de familie van de boktorren (Cerambycidae). De wetenschappelijke naam van het geslacht werd voor het eerst geldig gepubliceerd in 1916 door Aurivillius.

## Soorten
Megalobrimus omvat de volgende soorten:
- Megalobrimus annulicornis Breuning, 1959
- Megalobrimus densegranulatus Breuning, 1969
- Megalobrimus granulipennis Breuning, 1954
- Megalobrimus ingranulatus Breuning, 1936
- Megalobrimus lettowvorbecki Kriesche, 1923
- Megalobrimus parvus Breuning, 1969
- Megalobrimus scutellatus Aurivillius, 1916